# Rudol'f Nesterov
Rudol'f Sergeevič Nesterov (in russo Рудольф Сергеевич Нестеров?; 1945 – 2017) è stato un cestista sovietico.

## Carriera
Con l'Unione Sovietica ha disputato e vinto i Campionati del mondo del 1967, segnando 20 punti in 4 partite.

## Palmarès
- Campionato sovietico: 2

CSKA Mosca: 1968-1969, 1969-1970
- Coppa dei Campioni: 3

CSKA Mosca: 1968-1969, 1970-1971